# Dynastes grantii
El escarabajo Hércules occidental (Dynastes grantii, a menudo mal escrito como "granti") es una especie de escarabajo rinoceronte que vive en Arizona, Utah y en México.
Abunda en los meses de agosto y septiembre, y crece a un tamaño de 50-80 milímetros (2.0-3.1 in).
Los imagos generalmente viven de 2 a 4 meses, y las larvas pueden pasar 2 a 3 años antes de convertirse en adultos.
Son nocturnos y se sienten atraídos por las luces, son unos de los escarabajos más grandes de los Estados Unidos.
También se mantienen como mascotas en cautiverio o se usan en la lucha contra escarabajos, más comúnmente en países de Asia como Japón, donde se venden en tiendas de mascotas. Su color grisáceo se vuelve casi negro cuando está húmedo o mojado. Se alimentan de la savia de los árboles haciendo una pequeña herida en el árbol, pero este comportamiento no es dañino para el árbol.